# Cyclopina schneideri
Cyclopina schneideri är en kräftdjursart som beskrevs av T. Scott 1904. Cyclopina schneideri ingår i släktet Cyclopina och familjen Cyclopinidae. Inga underarter finns listade i Catalogue of Life.